# Astragalus yoder-williamsii
Astragalus yoder-williamsii är en ärtväxtart som beskrevs av Rupert Charles Barneby. Astragalus yoder-williamsii ingår i släktet vedlar, och familjen ärtväxter. Inga underarter finns listade i Catalogue of Life.